# Pius Heinz
Piuz Heinz (Euskirchen, 4 de maio de 1989) é um jogador de pôquer profissional campeão da Série Mundial de Pôquer de 2011. 

## Braceletes na Série Mundial de Pôquer
| Ano  | Preço de Inscrição (Buy-In) | Evento                        | Prêmio (US$)     |
| ---- | --------------------------- | ----------------------------- | ---------------- |
| 2011 | US$ 10.000,00               | No-Limit Hold'em Championship | US$ 8.715.638,00 |